# Studio Babelsberg

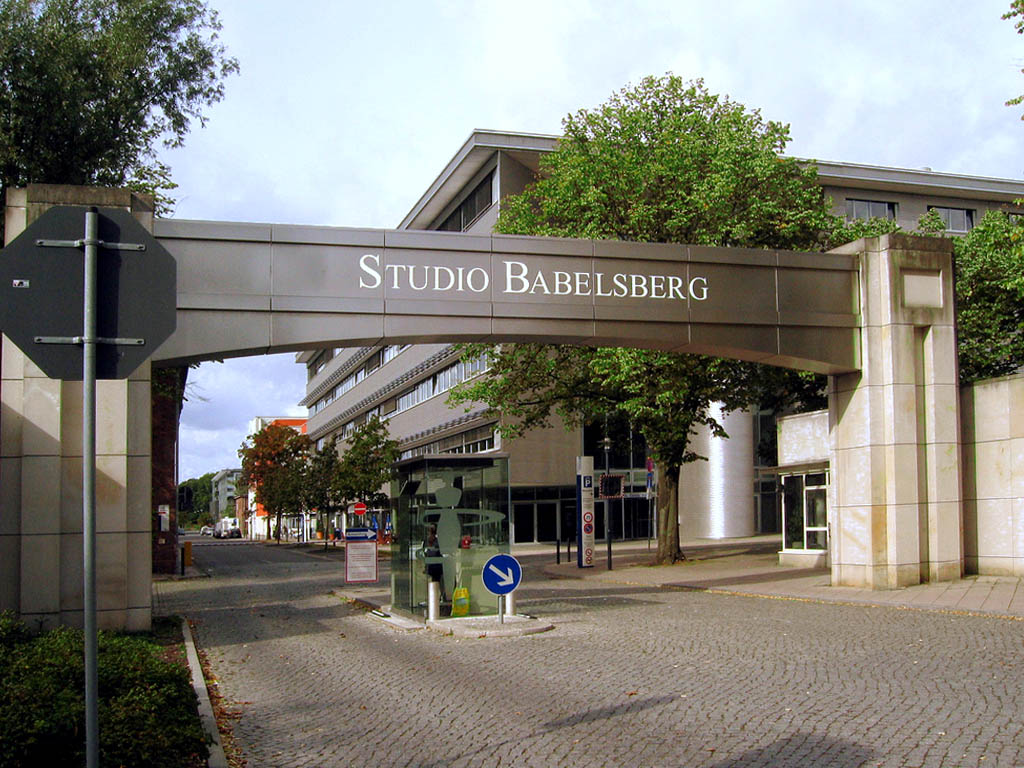
L'entrata dello Studio Babelsberg.

Lo studio Babelsberg è un circuito di teatri di posa, sale per le riprese e studi cinematografici. È situato nel quartiere Babelsberg della città di Potsdam (Germania), ed è conosciuto principalmente per essere il secondo più antico studio cinematografico al mondo.
Lo studio cinematografico si estende su un'area di 25 000 m2, e nella zona occupata è anche presente un parco a tema chiamato "Filmpark Babelsberg" dove vi sono attrazioni e dove sono ospitati stunt di vari artisti e talk show.

## Storia
La storia della fondazione risale al 1911, anno in cui la società Bioskop posò la prima pietra per la costruzione di un edificio dedito alla lavorazione di piccole produzioni cinematografiche. Il primo film ripreso nello studio Babelsberg è datato febbraio 1912, ma non si sa nulla su esso poiché è andato perduto. Al termine della grande guerra, la Deutsche Bioskop AG si fuse con la tedesca "Decla" e lo studio venne posto sotto il contratto Decla-Bioskop.
Nel 1921 la Decla-Bioskop si sciolse e come socio degli studi entrò la neonata casa cinematografica UFA, che successivamente si occupò dell'allargamento edilizio con nuove aule e teatri di posa.
Grazie ai miglioramenti apportati, nel 1926 allo studio venne offerto di coprire la lavorazione del film fantascientifico Metropolis. Nel 1929, gli studi furono nuovamente oggetto di ampliamento, e venne costruito il primo laboratorio per il sonoro, il "Tonkreuz", cosa che permise la produzione del primo film con audio della storia cinematografica tedesca, Melodie des Herzens con Willy Fritsch.
Tra il 2005 e il 2009 lo studio è stato utilizzato per alcune riprese della soap opera La strada per la felicità.
All'interno dello Studio Babelsberg era presente la cosiddetta Berliner Straße, un set che ricreava l'ambientazione di un quartiere berlinese e che venne demolito nel 2013, dopo quindici anni di utilizzo. Nel 2014 è iniziata la costruzione di una nuova Berliner Straße, terminata nel 2016 e conosciuta a livello internazionale con il nome di Metropolitan Backlot. È qui che, a partire dallo stesso 2016, sono state riprese molte delle scene in esterno della serie televisiva Babylon Berlin, fra le più costose mai prodotte in Germania.